# Danny Graves
Daniel Peter Graves (sinh ngày 7 tháng 8 năm 1973) là một cựu tay ném bóng chày người  Mĩ gốc Việt từng thi đấu tại Major League Baseball (MLB). Có mẹ người Việt Nam và cha người Mĩ, anh là cầu thủ duy nhất sinh ra tại Việt Nam trong lịch sử MLB và là một trong số rất ít cầu thủ gốc Việt trong lịch sử MLB. Graves dành phần lớn sự nghiệp thi đấu cho Cincinnati Reds, nơi anh trở thành cầu thủ đứng đầu trong danh sách nhiều trận bảo toàn nhất lịch sử CLB trong giai đoạn 1999–2004, trừ mùa giải 2003 khi anh chuyển sang làm tay ném chủ công.

## Tiểu sử
Graves sinh ra tại Sài Gòn vào năm 1973, là con của Thảo and Jim Graves, một trung sĩ lục quân Hoa Kì trong những năm cuối Chiến tranh Việt Nam. Cả gia đình đã chạy sang Mĩ khi Danny mới 14 tháng tuổi sau khi lường trước việc Sài Gòn thất thủ. Sau khi định cư tại Mĩ, Danny và em trai Frank, được ghi nhận là có học nói và giao tiếp bằng tiếng Việt, tuy nhiên việc bị bạn bè đồng trang lứa châm chọc khiến hai anh em không còn giữ thói quen này nữa.

### Trung học phổ thông và đại học
Anh tốt nghiệp trường trung học Brandon ở Brandon, Florida và được trao học bổng bóng chày của trường Đại học Miami . Với tư cách là tay ném hộ công thuận tay phải cho trường vào năm 3, anh đã đạt tỉ lệ mất điểm (ERA) có 0,89 và giữ kỉ lục của trường với về số trận bảo toàn với 21 lần.

## Major League Baseball
Graves được Cleveland Indians lựa chọn ở vòng thứ tư của Kì tuyển chọn cầu thủ nghiệp dư (Major League Baseball) . Hai ngày sau khi được tuyển chọn, anh bị rách dây chằng chéo trước tại College World Series . Sau một năm dưỡng thương, anh được vinh danh là cầu thủ ném bóng hàng đầu các đội hạng dưới của Cleveland năm 1995 và ra mắt đội một vào mùa giải sau đó. Anh chuyển tới Cincinnati Reds vào tháng 7 năm 1997 .
Trong chín mùa giải đầu tiên với Cleveland và Cincinnati, Graves với vai trò tay ném hậu công đã lập thành tích 40 trận thắng – 42 trận thua, 406 lần strike out, ERA 3,89 và 172 trận bảo toàn trong 755,2 hiệp đấu ra sân. Anh là cầu thủ duy nhất có nhiều hơn một mùa giải mà tất cả các cú hit của anh đều là chome run, vào các năm 2000 và 2001, với mỗi mùa 1 home run.
Năm 2003, Graves chuyển sang ném trong vai trò chủ công. Tuy nhiên thành tích của anh trong vai trò này là 4 thắng – 14 thua 26 lần xuất phát ném chính. 
Năm 2004, Graves một lần nữa được sử dụng ở vị trí ném hậu công, đã giành 41 trận bảo toàn trong mùa giải trên. Vào ngày 16 tháng 4 năm 2004, Graves đã để bị Sammy Sosa và Moisés Alou đập hai home run liên tiếp ở cuối hiệp thứ chín, khiến Reds thua ngược 11-10.
Graves không có một khởi đầu tốt vào mùa giải 2005. Anh ấy đã gặp khó khăn khi chỉ số ERA lên tới 7,36 sau 20 trận đấu. Điều này khiến người hâm mộ ở Cincinnati liên tục la ó Graves, dẫn đến một sự cố vào ngày 23 tháng 5 khi Graves có cử chỉ tay khiếm nhã với một người hâm mộ đứng gần khu vực băng ghế đội Reds đã rướn ra và miệt thị anh là "gook" sau khi bị huấn luyện viên Dave Miley thay ra.  Sau vụ việc, Graves đã nhanh chóng bị Reds thanh lí.  Sau đó, anh được New York Mets ký hợp đồng với tư cách là cầu thủ tự do vào ngày 11 tháng 6 năm 2005. 
Sau khi ERA lên đến 5,89 trong thời gian thi đấu cho Mets, Graves bị chỉ định rao bán vào ngày 23 tháng 8 năm 2005. Anh không được rao bán cho đội nào và được gửi đến đội hạng 3A Norfolk vào ngày 26 tháng 8, nhưng được gọi trở lại đội một Mets khi danh sách cầu thủ được mở rộng. Graves có thành tích 0–2 với ERA 18,00 trong năm trận đấu với Norfolk. 
Vào ngày 19 tháng 12 năm 2005, Graves đã ký hợp đồng thi đấu hạng dưới với Cleveland Indians. Anh đã thể hiện tốt trong kì huấn luyện mùa xuân, và giành được một suất trong giàn ném hậu công của đội Indians, nhưng lại bị chỉ định rao bán vào ngày 12 tháng 5 năm 2006 sau khi mở màn mùa giải với thành tích 2–1 và ERA 5,79 trong 13 lần ra sân. 
Vào ngày 18 tháng 5 năm 2006, Graves được điều đến đội hang 3A của Indians, Buffalo Bisons, tại Buffalo . Anh kết thúc mùa giải 2006 với Bisons với ERA là 4,01 (1 thắng - 1 thua).
Graves đã ký một hợp đồng hạng dưới với Rockies vào ngày 19 tháng 12 năm 2006, tuy nhiên đã bị thanh lí trong kì huấn luyện mùa xuân vào tháng 3 năm 2007 trước thềm mùa giải.  Trong mùa giải 2007, Graves thuộc biên chế của Long Island Ducks thuộc Liên đoàn bóng chày chuyên nghiệp Đại Tây Dương độc lập, và dẫn đầu giải đấu về số lần cứu thua.  
Graves sau đó đã ký hợp đồng với Minnesota Twins vào ngày 30 tháng 3 năm 2008 và chơi cho đội hạng 3A Rochester Red Wings hầu hết mùa giải năm đó.  Anh trở thành cầu thủ tự do vào cuối mùa giải và ký hợp đồng hạng dưới với Houston Astros vào tháng 1 năm 2009 trước khi bị Astros thanh lí vào ngày 25 tháng 3 năm 2009   và giải nghệ.
Danny Graves đã được ghi danh vào Sảnh Danh vọng Cincinnati Reds vào ngày 15 tháng 7 năm 2023 nhờ sự nghiệp thành công của anh tại đây. 

## Sự nghiệp truyền thông
Graves hiện là bình luận viên phân tích chuyên môn trên 120 Sports, "The Rally" trên kênh Bally Sports, MLB.com, MLB Network, Radio Sirius XM và ESPN Radio. Anh ấy đã tham gia Reds Radio Network để bình luận chuyên môn cho một số trận đấu trong mùa giải 2018. 

## Cuộc sống cá nhân
Graves đã kết hôn với hai đời vợ, và có với lần lượt là bốn và hai người con.